# Sadove, Nova Ușîțea
Sadove (în ucraineană Садове) este un sat în comuna Borsukî din raionul Nova Ușîțea, regiunea Hmelnîțkîi, Ucraina.

## Demografie
Componența lingvistică a localității Sadove
     Ucraineană (98,67%)
     Rusă (1,33%)
Conform recensământului din 2001, majoritatea populației localității Sadove era vorbitoare de ucraineană (98,67%), existând în minoritate și vorbitori de rusă (1,33%).